# Cooper Creek
Cooper Creek är ett vattendrag i Australien. Det rinner genom delstaterna Queensland och South Australia där det rinner ut i Eyresjön.